# Aurora McKenny Pijuan
Aurora McKenny Pijuan (sinh ngày 11 tháng 11 năm 1949) là người giữ vương miện Hoa hậu Quốc tế 1970.
Cô đến từ Bacolod và tốt nghiệp trường cao đẳng Saint Scholastica năm 1967. Cô giành quyền tham dự cuộc thi Hoa hậu Quốc tế 1971 được tổ chức tại Osaka, Nhật Bản sau khi đăng quang danh hiệu Hoa hậu Quốc tế Philippines 1971 và cuối cùng trở thành người Philippines đầu tiên chiến thắng ở cuộc thi này.
Aurora sau đó kết hôn với huấn luyện viên bóng rổ Tomas Manotoc ở Cộng hòa Dominican. Cô có hai con, 1 trai 1 gái với Tomas. Người con trai bây giờ là bình luận viên thể thao TJ Manotoc của đài ABS-CBN, Philippines và con gái tên là Mavis. Cuộc hôn nhân không thuận lợi và hai người sau đó đã ly hôn, Tomas Manotoc tái hôn với Imee Marcos - con gái của cựu tổng thống Philippines Ferdinand Marcos.
Aurora hiện đang là thành viên tích cực của cuộc vận động Gawad Kalinga cho sự phát triển vùng nông thôn của Philippines.